# Bucculatrix ainsliella
Bucculatrix ainsliella Murtfeldt, 1905 è un lepidottero appartenente alla famiglia Bucculatricidae, diffuso in America Settentrionale.

## Descrizione
L'apertura alare è di 7–8 mm. Gli adulti sfarfallano tra febbraio e agosto a seconda della posizione geografica.
Le larve si nutrono delle foglie delle querce.

## Distribuzione e habitat
Vive nella parte settentrionale degli Stati Uniti, dalla Carolina del Nord e dal Mississippi, fino al Canada meridionale.